# Gentiana lycopodioides
Gentiana lycopodioides är en gentianaväxtart som beskrevs av Otto Stapf. Gentiana lycopodioides ingår i släktet gentianor, och familjen gentianaväxter. Inga underarter finns listade i Catalogue of Life.